# Robinson (Mondkrater)
Robinson ist ein kleiner Einschlagkrater im Nordwesten der Mondvorderseite südwestlich der Wallebene des J. Herschel am Nordrand des Mare Frigoris. Im Osten liegt der kleine Krater Horrebow. 
Der Kraterrand ist nur wenig erodiert.
Der Krater wurde 1935 von der IAU nach dem irischen Astronomen Thomas Romney Robinson offiziell benannt.